# Sam Bobrick
Sam Bobrick est un scénariste et producteur américain né le 24 juillet 1932 à Chicago (Illinois) et mort le 11 octobre 2019 à Northridge (Los Angeles).

## Biographie
Après avoir passé trois ans, neuf mois et vingt-sept jours dans l’armée de l’air américaine, Sam Bobrick a étudié à l’Université de l'Illinois où il a obtenu un diplôme en journalisme. Il a commencé sa carrière en écrivant pour la populaire émission pour enfants Captain Kangaroo. Il a également écrit pour des spectacles tels que le Andy Griffith Show, Bewitched, les Flintstones, Get Smart, le Kraft Music Hall et The Smothers Brothers Comedy Hour. Il a créé la série télévisée de courte durée Good Morning, Miss Bliss, qui a été ressuscitée par la chaîne NBC sous le nom de la série à succès Saved By The Bell. Il a remporté trois Writers Guild of America Awards pour son travail à la télévision et a été nommé pour un Emmy. Il a également écrit plusieurs films et a par la suite cessé d’écrire pour le cinéma et la télévision en 1990.
Sam Bobrick a écrit plus de 40 pièces de théâtre. Sa première pièce, Norman, Is That You?, qu'il a coécrite avec Ron Clark, a été créée à Broadway au début des années 1970. La pièce a également été présentée pendant cinq ans à Paris (Pauvre France) et a été jouée dans plus de trente pays à travers le monde. Bobrick et Clark ont collaboré à trois autres pièces à Broadway, No Hard Feelings, Murder at the Howard Johnson's et Wally's Cafe.
Les œuvres en solo de Sam Bobrick comprennent les pièces de théâtre, Remember Me? Se marier avec Sara, Romance de la dernière chance, Hamlet II (Mieux que l'original), New York Water et Passengers and The Crazy Time. 
Avec son épouse Julie Stein, il écrit deux pièces : Lenny's Back, sur le comédien Lenny Bruce, nommé pour un Los Angeles Ovation Award, et The Outrageous Adventures of Sheldon & Mrs. Levine, une adaptation de leur livre Sheldon & Mrs. Levine.
Sam Bobrick a co-écrit la chanson La fille de mon meilleur ami avec Beverly Ross, qui a été enregistrée par Elvis Presley et de nombreux autres artistes discothèques au fil des ans, dont Bryan Ferry. Une autre chanson, Ce ne sera jamais fini pour moi, a été enregistrée par Los Lobos. Il a également écrit deux albums satiriques pour le magazine Mad, Mad Twists Rock n Roll et Fink Along With Mad. Son dernier projet musical est un CD intitulé Totally Twisted Country qu'il a co-écrit avec son fils Joey Bobrick pour le groupe The Cow Pies.
Sam Bobrick était membre de la société des metteurs en scène et des chorégraphes, ainsi que de la Dramatists Guild et de la Writers Guild of America. Il a dirigé nombre de ses pièces dans des théâtres régionaux aux États-Unis et au Canada.
Il est décédé le 11 octobre 2019, plusieurs jours après avoir été victime d'un accident vasculaire cérébral.

## Filmographie
Comme scénariste
- 1988 : The Johnsons Are Home (TV)
- 1964 : Gomer Pyle, U.S.M.C. (série télévisée)
- 1965 : Max la Menace ("Get Smart") (série télévisée)
- 1972 : The Singles (TV)
- 1972 : This Week in Nemtim (TV)
- 1977 : Mon « Beau » légionnaire (The Last Remake of Beau Geste)
- 1982 : Jimmy the Kid de Gary Nelson
- 1988 : The Johnsons are Home (TV)

Comme producteur
- 1972 : This Week in Nemtim (TV)